# Matriz S
En mecánica cuántica, la matriz S o matriz de scattering es un tipo de formalismo usado para calcular el resultado de un problema de scattering (dispersión) de partículas cuánticas interactuantes. Matemáticamente viene dado por un operador S entre dos espacios de Hilbert, cuando el conjunto de estados cuánticos admisibles inicial y final es finito entonces el operador S se reduce a una matriz y de ahí su nombre (ya que en sus inicios fue concebido como una matriz entre un conjunto posible de estados).

## Introducción
En el formalismo habitual, muchos problemas de dispersión con partículas subatómicas que se influyen mutuamente mediante interacción electromagnética, interacción fuerte o interacción débil no pueden ser resueltos de manera exacta. El formalismo de la matriz S permite realizar los cálculos numéricos para muchos casos que no admiten un tratamiento exacto. La idea básica del método consiste en suponer que los estados inicial y final de un sistema de partículas interectuantes son autoestados del hamiltoniano libre (sin interacción). El estado inicial se considera un estado del pasado remoto (que físicamente se concibe como el estado de las partículas cuando están muy lejos entre sí, antes de empezar a interacutar, y por tanto son autoestados "libres"), mientras que el estado final se considera también como un estado libre de interacción en el futuro remoto, como el que alcanzarán las partículas cuando se hayan separado definitivamente y no se ejerzan influencias mutuas. Estas consideraciones permiten construir los espacios de Hilbert de las partículas entrantes y salientes, a partir del espacio de Hilbert de una partícula libre aislada.

### Motivación
En la física de partículas de altas energías, resulta importante calcular las probabilidades de los diferentes posibles resultados (estados finales) de diversos experimentos de dispersión. Estos experimentos pueden dividirse en tres etapas:
1. Colisión conjunta de una colección de partículas subatómicas entrantes (usualmente dos partículas de alta energía).
2. Interacción entre las partículas. Estas interacciones pueden cambiar los tipos de partículas presentes (por ejemplo un electrón y un positrón puede aniquilarse mutuamente produciendo dos fotones resultantes de dicha interacción) o pueden simplemente provocar atracción o repulsión, emergiendo de nuevo las mismas partículas aunque con direcciones diferentes de las de entrada, y con momentos distintos.
3. Medida y cómputo de las partículas salientes.

Para que el formalismo de la matriz S sea aplicable es necesario poseer una teoría física del proceso de interacción que permita calcular las probabilidades de los diferentes resultados posibles. El proceso de colisión no es enteramente determinista, además el resultado o estado final depende de la energía entrante, en las partículas y sus momentos. Esta, la energía inicial afecta críticamente a cual será el resultado más probable, es decir, según la energía de las partículas entrantes el resultado más probable puede ser uno u otro (por ejemplo en la desintegración del mesón Kaón Large, en tres Piones, normalmente, y otras veces en dos). Cuando las condiciones de densidad de partículas son las suficientemente bajas se considera que puede usarse con bastante buena aproximación el formalismo de la matriz S, para aproximar la solución exacta de la teoría cuántica de campos para el problema de dispersión.

### Uso de matrices S
La matriz S esá estrechamente relacionada con las amplitudes de probabilidad de transición de la mecánica cuántica y con las secciones eficaces de las diversas interacciones. Las componentes o entradas numéricas de la matriz S se conocen como amplitudes de scattering. La amplitud de probabilidad de observar un proceso de scattering con un estado inicial {\displaystyle |a\rangle } y con un estado final {\displaystyle |b\rangle } viene dada por definición por:

{\displaystyle \mathrm {Prob} (a\to b)\equiv \,_{out}\langle b|a\rangle _{in}=\,_{out}\langle b|S|a\rangle _{out}=\,_{in}\langle b|S|a\rangle _{in}\equiv S_{ba}}

Cada elemento de matriz S representa, por tanto, una amplitud de probabilidad de un proceso físico. Donde debe señalarse que los estados a y b son estados idealizados o asintóticos definidos por la ausencia de interacción entre ambos (debido a que ambos describan partículas alejadas de la localización donde se produce la interacción).
La matriz S así definida depende de la energía de la colisión, si se extiende al plano complejo la función que da la matriz S en términos de la energía, resulta que los polos de dicha función pueden identificarse con los estados ligados los estados virtuales o las resonancias. Los punto de ramifición de la matriz S en el plano complejo están asociados a la abertura de un canal de scattering.
En el enfoque hamiltoniano de la teoría cuántica de campos, la matriz S puede calcularse como la exponencial temporalmente ordenada de la integral del hamiltoniano en la "imagen" de interacción. El cálculo de dicha exponencial puede expresarse también como integral de camino. En cualquiera de esas dos representaciones puede usarse un cálculo perturbativo de la matriz S mediante diagramas de Feynman.
En teoría de la dispersión, la matriz S es un operador que aplica al estado de las partículas entrantes, el estado de una partícula saliente en la "imagen" de Heisenberg. Esto resulta muy útil ya que frecuentemente no es posible describir exactamente todos los detalles de la interacción (o al menos algunos de los más interesantes).

### Aspectos formales
Formalmente la matriz S se define como un operador unitario entre los espacios de Hilbert.

{\displaystyle S:{\mathcal {H}}_{in}\to {\mathcal {H}}_{out}}

El primer espacio de Hilbert contiene vectores que representan los estados asintóticamente posibles de una partícula o conjunto de partículas "entrante" y el segundo representa al conjunto de estados asintóticos de las partículas "salientes". La idea básica es representar el efecto de una colisión o interacción compleja de partículas observando las partículas entrantes y observando las partículas salientes. La matriz S puede predecir la probabilidad de cada posible estado final en función del estado inicial, de hecho el estado inicial y final están relacionados por:

{\displaystyle |\psi \rangle _{in}\equiv S|\psi \rangle _{out}\;;\quad |\psi \rangle _{out}\equiv S^{\dagger }|\psi \rangle _{in}}

Técnicamente la matriz se puede definir para cualquier espacio-tiempo asintóticamente soluble sin horizonte, aunque comúnmente se plantea sobre un espacio-tiempo plano de Minkowski, ya que matemáticamente es la situación más simple. Para este caso particularmente simple, el espacio de Hilbert entrante y saliente es el espacio donde actúa una representación irreducible unitaria del grupo de Lorentz inhomogéneo. Y además la matriz S admite una representación como producto de operadores unitarios de evolución.

### Definición matemática
Usando la notación de Dirac, el estado del vacío cuántico se representa sencillamente como {\displaystyle |0\rangle }. Si {\displaystyle a^{\dagger }(k)} es un operador de creación, su conjugado hermítico, es el operador de aniquilación o destrucción,  cuya acción sobre el vector asociado al estado de vacío cuántico es:

{\displaystyle a(k)\left|0\right\rangle =0.}

En estas condiciones se definen dos tipos de operadores de creación y destrucción que actúan sobre diferentes espacios de Hilbert (el espacio de estados inicial i, y el espacio de estados final f), {\displaystyle a_{i}^{\dagger }(k)} and {\displaystyle a_{f}^{\dagger }(k)}. De tal manera que:

{\displaystyle {\mathcal {H}}_{\mathrm {IN} }=\operatorname {span} \{\left|I,k_{1}\ldots k_{n}\right\rangle =a_{i}^{\dagger }(k_{1})\cdots a_{i}^{\dagger }(k_{n})\left|I,0\right\rangle \},}
{\displaystyle {\mathcal {H}}_{\mathrm {OUT} }=\operatorname {span} \{\left|F,p_{1}\ldots p_{n}\right\rangle =a_{f}^{\dagger }(p_{1})\cdots a_{f}^{\dagger }(p_{n})\left|F,0\right\rangle \}.}

Es posible asumir que {\displaystyle \left|I,0\right\rangle } y {\displaystyle \left|F,0\right\rangle } son ambos invariantes bajo traslaciones y que los estados {\displaystyle \left|I,k_{1}\ldots k_{n}\right\rangle } y {\displaystyle \left|F,p_{1}\ldots p_{n}\right\rangle } son autoestados del operador de momento lineal {\displaystyle {\mathcal {P}}^{\mu }}, "conectando" y "desconectando" adiabáticamente la interacción.
En la "imagen" de Heisenberg los estados son independientes del tiempo, de tal manera que los estados iniciales pueden expresarse como combinación lineal de una base para los estados finales y viceversa, tal como sigue:

{\displaystyle \left|I,k_{1}\ldots k_{n}\right\rangle =C_{0}\left|F,0\right\rangle \ +\sum _{m=1}^{\infty }\int {d^{4}p_{1}\ldots d^{4}p_{m}C_{m}(p_{1}\ldots p_{m})\left|F,p_{1}\ldots p_{m}\right\rangle }}

donde {\displaystyle \left|C_{m}\right|^{2}} es la probabilidad de que la interacción transforme {\displaystyle \left|I,k_{1}\ldots k_{n}\right\rangle } en {\displaystyle \left|F,p_{1}\ldots p_{m}\right\rangle }
De acuerdo con el teorema de Wigner, {\displaystyle S} debe ser un operador unitario tal que {\displaystyle \left\langle I,\beta \right|S\left|I,\alpha \right\rangle =S_{\alpha \beta }=\left\langle F,\beta |I,\alpha \right\rangle }. Es más, {\displaystyle S} deja el estado de vacío cuántico invariante y las transformaciones de campos del espacio de estados iniciales en estados del espacio final:

{\displaystyle S\left|0\right\rangle =\left|0\right\rangle ,\qquad \phi _{f}=S^{-1}\phi _{i}S}

Si la S describe la interacción correctamente debe cumplirse que dos estados inicial y final, para los cuales su amplitud de probabilidad no sea nula deban tener la misma energía y momento (y eventualmente otras leyes de conservación también deben cumplirse).

### Relación entre la matriz S y el operador de evoluciónU
Usando la imagen de Heisenberg para relacionarlos operadores relevantes en la interacción, se tiene que:

{\displaystyle a\left(k,t\right)=U^{-1}(t)a_{i}\left(k\right)U\left(t\right)}
{\displaystyle \phi _{f}=U^{-1}(\infty )\phi _{i}U(\infty )=S^{-1}\phi _{i}S.}

Por tanto,

{\displaystyle S=\lim _{t\to \infty }e^{i\alpha }U(t)} donde
{\displaystyle e^{i\alpha }=\lim _{t\to \infty }\left\langle 0|U(t)|0\right\rangle ^{-1}}

porque
{\displaystyle S\left|0\right\rangle =\left|0\right\rangle .}
Substituyendo la expresión explícita para U se obtiene:
{\displaystyle S={\frac {1}{\left\langle 0|U(\infty )|0\right\rangle }}{\mathcal {T}}e^{-i\int {d\tau V_{i}(\tau )}}.}
Esta ecuación sin embargo no es explícitamente covariante.

### Nota histórica
La matriz S fue introducida por primera vez por John Archibald Wheeler en un artículo de 1937 titulado "'On the Mathematical Description of Light Nuclei by the Method of Resonating Group Structure'". En ese artículo Wheeler introdujo una matriz de scattering que era una matriz unitaria de coeficientes que conectaban "el comportamiento asintótico de una solución particular arbitraria [de un sistema de ecuaciones integrales] con las soluciones de una forma estándar".
En la década de 1940 Werner Heisenberg desarrolló, independientemente, la idea de la matriz S. Debido a las divergencias que plagaban la teoría cuántica de campos tal como se usaba en ese tiempo, Heisenberg trató de aislar las características esenciales de la teoría que pudieran no verse afectadas por cambios futuros en la teoría. Al hacer eso introdujo una matriz S "característica" unitaria.

## Cálculo explícito de la matriz S

### Serie de Dyson
El hamiltoniano cuántico que describe un sistema puede ser dividido en una parte que representa la evolución libre sin interacción (hamiltoniano libre o no perturbado) {\displaystyle \scriptstyle {\hat {H}}^{0}}, y que por tanto no contiene términos de interacción y una segunda parte que incluye todos los términos de interacción (hamiltoniano de intercción o perturbación) {\displaystyle \scriptstyle {\hat {H}}^{I}}.
En la imagen de evolución temporal de Schrödinger es válida la ecuación de Schrödinger:

{\displaystyle i\hbar {\frac {\partial \left|\psi _{S}(t)\right\rangle }{\partial t}}=H_{S}\left|\psi _{S}(t)\right\rangle }

Definiendo la llamada imagen de interacción como:

{\displaystyle \left|\psi _{I}(t)\right\rangle =e^{{\frac {i}{\hbar }}H_{S}^{0}t}\left|\psi _{S}(t)\right\rangle }

de aquí puede escribirse:

{\displaystyle i\hbar {\frac {\partial }{\partial t}}\left|\psi _{I}(t)\right\rangle =i\hbar {\frac {\partial }{\partial t}}\left(e^{{\frac {i}{\hbar }}H_{S}^{0}t}\left|\psi _{S}(t)\right\rangle \right)=-H_{S}^{0}e^{{\frac {i}{\hbar }}H_{S}^{0}t}\left|\psi _{S}(t)\right\rangle +e^{{\frac {i}{\hbar }}H_{S}^{0}t}i\hbar {\frac {\partial }{\partial t}}\left|\psi _{S}(t)\right\rangle =}
{\displaystyle =-H_{S}^{0}\left|\psi _{I}(t)\right\rangle +e^{{\frac {i}{\hbar }}H_{S}^{0}t}\left|\psi _{S}(t)\right\rangle =-H_{S}^{0}\left|\psi _{I}(t)\right\rangle +H_{S}\left|\psi _{I}(t)\right\rangle =H_{S}^{I}\left|\psi _{I}(t)\right\rangle }

es decir, en la imagen de interacción, los estados evolucionan de acuerdo con una dinámica dada exclusivamente por el hamiltoniano de interacción.
Para obtener la matriz S, se definen sus elementos como:

{\displaystyle S_{f,i}=\left\langle \psi _{f}|\psi (t=+\infty )\right\rangle =\left\langle \psi _{f}|S|\psi _{i}\right\rangle }

Para calcular explícitamente {\displaystyle S_{f,i}} se reescribe en forma integral la ecuación de Schrödinger para la función de donde en la imagen de interacción:

{\displaystyle \left|\psi _{I}(t)\right\rangle =\left|\psi _{I}(t=-\infty )\right\rangle -i\hbar \int _{-\infty }^{t}d\tau H_{S}^{I}\left(\tau \right)\left|\psi _{I}(\tau )\right\rangle }

Dado que {\displaystyle \left|\psi _{I}(\tau )\right\rangle } satisface una ecuación análoga es posible iterar una y otra vez esta ecuación hasta obtener un desarrollo perturbativo:

{\displaystyle \left|\psi _{I}(t)\right\rangle =\left[1+\sum _{n=1}^{\infty }\int _{-\infty }^{\infty }dt_{1}\int _{-\infty }^{t_{1}}dt_{2}\int _{-\infty }^{t_{2}}dt_{3}\ldots \int _{-\infty }^{t_{n-1}}dt_{n}\left(H_{S}^{I}(t_{1})\cdot H_{S}^{I}(t_{2})\cdot H_{S}^{I}(t_{3})\cdot \ldots \right.\right.}
{\displaystyle \ldots \left.\left.\cdot H_{S}^{I}(t_{n})\right)\right]\left|\psi _{I}(t=-\infty )\right\rangle }

Y a partir de ese desarrollo se obtiene:

{\displaystyle S=1+\sum _{n=1}^{\infty }\int _{-\infty }^{\infty }dt_{1}\int _{-\infty }^{t_{1}}dt_{2}\int _{-\infty }^{t_{2}}dt_{3}\ldots \int _{-\infty }^{t_{n-1}}dt_{n}\left(H_{S}^{I}(t_{1})\cdot H_{S}^{I}(t_{2})\cdot H_{S}^{I}(t_{3})\cdot \ldots \cdot H_{S}^{I}(t_{n})\right)}.
{\displaystyle =1+\sum _{n=1}^{\infty }{\frac {1}{n!}}\int _{-\infty }^{\infty }dt_{1}\int _{-\infty }^{+\infty }dt_{2}\int _{-\infty }^{+\infty }dt_{3}\ldots \int _{-\infty }^{+\infty }dt_{n}T\left(H_{S}^{I}(t_{1})\cdot H_{S}^{I}(t_{2})\cdot H_{S}^{I}(t_{3})\cdot \ldots \cdot H_{S}^{I}(t_{n})\right)},

donde {\displaystyle T} indica el producto cronológicamente ordenado de los operadores entre paréntesis:

{\displaystyle T\phi (x)\psi (y)=\theta (x^{0}-y^{0})\left(\phi (x)\psi (y)\right)+\theta (y^{0}-x^{0})\left(\psi (y)\phi (x)\right)}

donde {\displaystyle \theta \left(x^{0}-y^{0}\right)} es la función escalón unitario de Heaviside.
El desarrollo anterior es precisamente la serie de Dyson para la matriz {\displaystyle S}. Y por tanto dicha matriz puede ser calculada hasta cualquier orden de aproximación mediante la serie anterior, usando el teorema de Wick.

### Formalismo LSZ
De manera alternativa puede usarse la fórmula de reducción de LSZ para calcular los elementos de la matriz S. Este procedimiento es más sofisticado y es preferible en teoría cuántica de campos, no hace uso de la serie de Dyson, aunque sí usa la funciones de Green proporcionandas por la formulación mediante integrales funcionales.
Para ilustrar este tipo de cálculo se considera un caso particular, el de un campo escalar {\displaystyle \phi } con masa asociada m y con una acción dada por_

{\displaystyle {\mathcal {S}}[\phi ]=\int {\text{d}}^{4}x{\frac {1}{2}}\left(\partial _{\mu }\phi \partial ^{\mu }\phi -m^{2}\phi ^{2}\right)-V(\phi )}

donde {\displaystyle V(\phi )} puede ser, por ejemplo, un término de interacción del tipo {\displaystyle \lambda \phi ^{4}}, que por el momento no es necesario especificar.
Las funciones de Green de n puntos están definidas como los valores esperados sobre el vacío del producto cronológico ordenado de n campos:

{\displaystyle G^{(n)}(x_{1},x_{2},\dots ,x_{n})\equiv \langle 0|T\left(\phi (x_{1})\phi (x_{2})\dots \phi (x_{n})\right)|0\rangle ={\frac {\int {\mathcal {D}}\phi \,\phi (x_{1})\phi (x_{2})\dots \phi (x_{n})\,e^{i{\mathcal {S}}}}{\int {\mathcal {D}}\phi \,e^{i{\mathcal {S}}}}}}

Estas funciones son calculables perturbativamente a través del citado teorema de Wick. Puede demostrarse que la transformada de Fourier de las funciones de Green tienen polos que se corresponden con las masas físicas de las partículas, debido a que cuando {\displaystyle p_{\mu }p^{\mu }=m^{2}} dichas funciones tienen un polo. A estos polos le corresponden propiamente los estados asintóticos de la teoría: de hecho, estos estados son creados o destruidos por los campos "in" y "out", que satisfacen la ecuación de Klein-Gordon

{\displaystyle (\Box _{x}+m^{2})\phi _{in}(x)=(\Box _{x}+m^{2})\phi _{out}(x)=0}

que difieren de las ecuaciones de movimiento correctas solo por la ausencia del potencial de interacción. en consecuencia, y de modo intuitivo, es necesario extraer la contribución de los polos de las funciones de Green para obtener las funciones de Green construidas con los campos asintóticos, que generan propiamente los elementos de la matriz S deseados. Si en el estado inicial están presentes m partículas con momentos lineales q1,...,qm y en el estado final hay n partículas con momentos p1,...,pn, la fórmula que describe el procedimiento viene dada por:

{\displaystyle \langle p_{1},\ldots ,p_{n}\ \mathrm {out} |q_{1},\ldots ,q_{m}\ \mathrm {in} \rangle =\int \prod _{i=1}^{m}\left\{\mathrm {d} ^{4}x_{i}\ i{\frac {e^{-iq_{i}\cdot x_{i}}}{(2\pi )^{3/2}Z^{1/2}}}\left(\Box _{x_{i}}+m^{2}\right)\right\}\times }
{\displaystyle \times \prod _{j=1}^{n}\left\{\mathrm {d} ^{4}y_{j}\ i{\frac {e^{+ip_{j}\cdot y_{j}}}{(2\pi )^{3/2}Z^{1/2}}}\left(\Box _{y_{j}}+m^{2}\right)\right\}G^{(n+m)}(x_{1},\dots ,x_{m},y_{1},\dots ,y_{n})}

El proceso de extracción del polo es más evidente si la fórmula se escrib en términos de la transformada de Fourier de la función de Green. Aparte de la multiplicación por algunas constantes (entre las cuales están la constante del normalización de los campos Z) la fórmula muestra que basta multiplicar las funciones de Green por los factores {\displaystyle p^{2}-m^{2}}, que eliminan los polos, y después hacer el límite on-shell de los momentos lineales, es decir, {\displaystyle p^{2}\to m^{2}} correspondiente a las partículas físicas:

{\displaystyle \langle p_{1},\ldots ,p_{n}\ \mathrm {out} |q_{1},\ldots ,q_{m}\ \mathrm {in} \rangle =\prod _{i=1}^{m}\left\{{\frac {-i}{(2\pi )^{3/2}Z^{1/2}}}\left(p_{i}^{2}-m^{2}\right)\right\}\times }
{\displaystyle \times \prod _{j=1}^{n}\left\{{\frac {-i}{(2\pi )^{3/2}Z^{1/2}}}\left(q_{i}^{2}-m^{2}\right)\right\}{\tilde {G}}^{(n+m)}(p_{1},\ldots ,p_{n};-q_{1},\ldots ,-q_{m})}